# Monumento nacional marino Atolón Rose
El Monumento nacional marino Atolón Rose está ubicado en el Pacífico central, el punto más oriental del Archipiélago de Samoa. Es una zona protegida perteneciente a los Estados Unidos pero no incorporada a su territorio, donde están prohibidas la mayoría de las actividades humanas.
Fue creado en enero de 2009, conjuntamente con el Monumento nacional marino de las islas remotas del Pacífico y el Monumento nacional marino Fosa de las Marianas.
Está considerado uno de los atolones más prístinos del mundo. Está prohibida la minería, la perforación y la pesca comercial; la pesca deportiva está restringida. El entorno alrededor del atolón mantiene un ecosistema de arrecife muy dinámico, hogar de una combinación muy diversa de especies terrestres y marinas, muchas de las cuales están amenazadas o en peligro de extinción.